# Alexander Besher
Alexander Besher (geboren 26. Januar 1951 in China) ist ein US-amerikanischer Science-Fiction-Autor und Journalist.

## Leben
Besher ist der Sohn belarussischer Eltern. In China geboren, wuchs er in Japan auf. Er besuchte dort die Canadian Academy High School in Kobe, graduierte an der Sophia University in Tokyo und arbeitete anschließend als Journalist, war Chefredakteur der Literaturzeitschrift Chicago Review, und schrieb für den San Francisco Chronicle sechs Jahre lang die Kolumne Pacific Rim, in der er wirtschaftliche und kulturelle Entwicklungen in den östlichen Anrainerstaaten des Pazifik behandelte. Die gesammelten Beiträge der Kolumne erschienen 1991 in Buchform.
1994 veröffentlichte Besher seinen ersten Roman Rim: A Novel of Virtual Reality, ein Cyberpunk-Roman, in dem er die einen Abstieg in die Unterwelt einer virtuellen Realität behandelte. Der Roman handelt in einem Japan der nahen Zukunft. Auf der Suche nach seinem Sohn begibt sich der Protagonist, ein kalifornischer Consciousness Detective („Bewusstseinsermittler“), als eine Art moderner Orpheus auf eine Reise durch die Hölle einer virtuellen Welt, die nach einem katastrophalen Erdbeben in Tokyo die Kohärenz verliert. Auf der Irrfahrt durch diese mit Anleihen aus dem Tibetanischen Totenbuch ausgestattete jenseitige Welt muss der Held nicht nur den Sohn, sondern auch zu sich selbst finden.
Mit zwei weiteren Romanen, Mir (1998) und Chi (1999), wurde Rim zur Trilogie erweitert.
Mit dem ersten Band war Besher 1995 Finalist bei den Philip K. Dick Awards.
Nach der Rim-Trilogie schrieb er ab 2002 an der Kabbalah-Noir-Trilogie, einer Gruppe von drei in der Welt chassidischer Legenden mit ihren Golems und Dibbukim angesiedelter Erzählungen. The Clinging, die erste dieser Erzählungen, entstand ursprünglich als Drehbuch und wurde dann zu einem Kurzroman umgearbeitet.
Ein weiteres Werk von Besher ist The Manga Man, ein transmediales Projekt in Zusammenarbeit mit dem italienischen Comickünstler Daniele Serra. Zu dem Projekt gehört ein T-Shirt mit QR-Code als Einstieg, ein Handyroman, eine Graphic Novel, dazu Videomaterial mit Darbietungen japanischer Butoh-Tänzer, da die Hauptfigur ein japanischer Butoh-Tänzer-Assassine der Zukunft ist, der die Aufgabe hat, die „Kriegsherren aufzuhalten, die das Universum klonen wollen“. Der Transmedia-Roman soll erster Teil einer geplanten Trilogie mit dem Titel Dance of Darkness sein.
Besher lebt in San Francisco in Kalifornien.

## Werke
Rim-Trilogie
- Rim: A Novel of Virtual Reality (1994)
  - Deutsch: Satori City 2.0. Übersetzt von Michael Nagula. Goldmann, München 1996, ISBN 3-442-23691-6.
  - E-Book: SATORI CITY 2.0: Erster Roman der RIM-Trilogie. BookRix, München 2016, ISBN 978-3-7396-8929-6.
- Mir: A Novel of Virtual Reality (1998)
  - Deutsch: Virtual Tattoo. Übersetzt von Michael Nagula. Goldmann, München 1999, ISBN 3-442-25011-0.
  - E-Book: VIRTUAL TATTOO: Zweiter Roman der RIM-Trilogie. BookRix, München 2017, ISBN 978-3-7438-2775-2.
- Chi (1999)
  - Deutsch: Cyber-Blues. Übersetzt von Michael Nagula. Goldmann, München 2001, ISBN 3-442-25012-9.
  - E-Book: CYBER BLUES: Dritter Roman der RIM-Trilogie. BookRix, München 2017, ISBN 978-3-7438-3913-7.

Kabbalah-Noir-Trilogie
- The Clinging
- The Night of the Golem
- The Unchosen

Romane
- Hanging Butoh (2000)

Transmedia
- The Manga Man (2008 ff.)

Sachbuch
- mit John Wilcock: The Pacific Rim Almanac.  HarperPerennial, New York, NY 1991, ISBN 0-06-271524-0.